# Église Sainte-Marie de Vallsera
Pour les articles homonymes, voir église Sainte-Marie.
L'église Sainte-Marie de Vallsera est une église romane en ruines située au lieu-dit Valsera, ou Vallserra (selon l'orthographe IGN), aux Angles, dans le Capcir, dans le département français des Pyrénées-Orientales.

## Situation
L'église est située près du confluent de la Lladure, qui descend des lacs des Camporells, et du Rec de Vallserra (ou ruisseau de Balcère), qui descend du lac de Balcère, à un emplacement appelé Camps de Vallserra, aux prés délimités par des murets en grosses pierres rondes granitiques caractéristiques. La Lladure arrose le bourg de Formiguères avant de se jeter dans l'Aude.

## Toponymie
Le village de Vallsera est mentionné en 1011, sous la forme de vallem Ursariam.

## Historique
L'ancien village de Vallsera a aujourd'hui disparu. Selon la tradition, l'église et le hameau de Balcère ont été décimés par la peste noire au XIVe siècle. Deux sœurs survivantes ont été recueillies aux Angles, et depuis ce temps ce territoire qui appartenait à la paroisse de Formiguères serait passé à celui des Angles. En réalité, c'est en 1701 que l'abbaye Saint-Michel de Cuxa a cédé la devèse de Vallsera aux Angles.

## Architecture

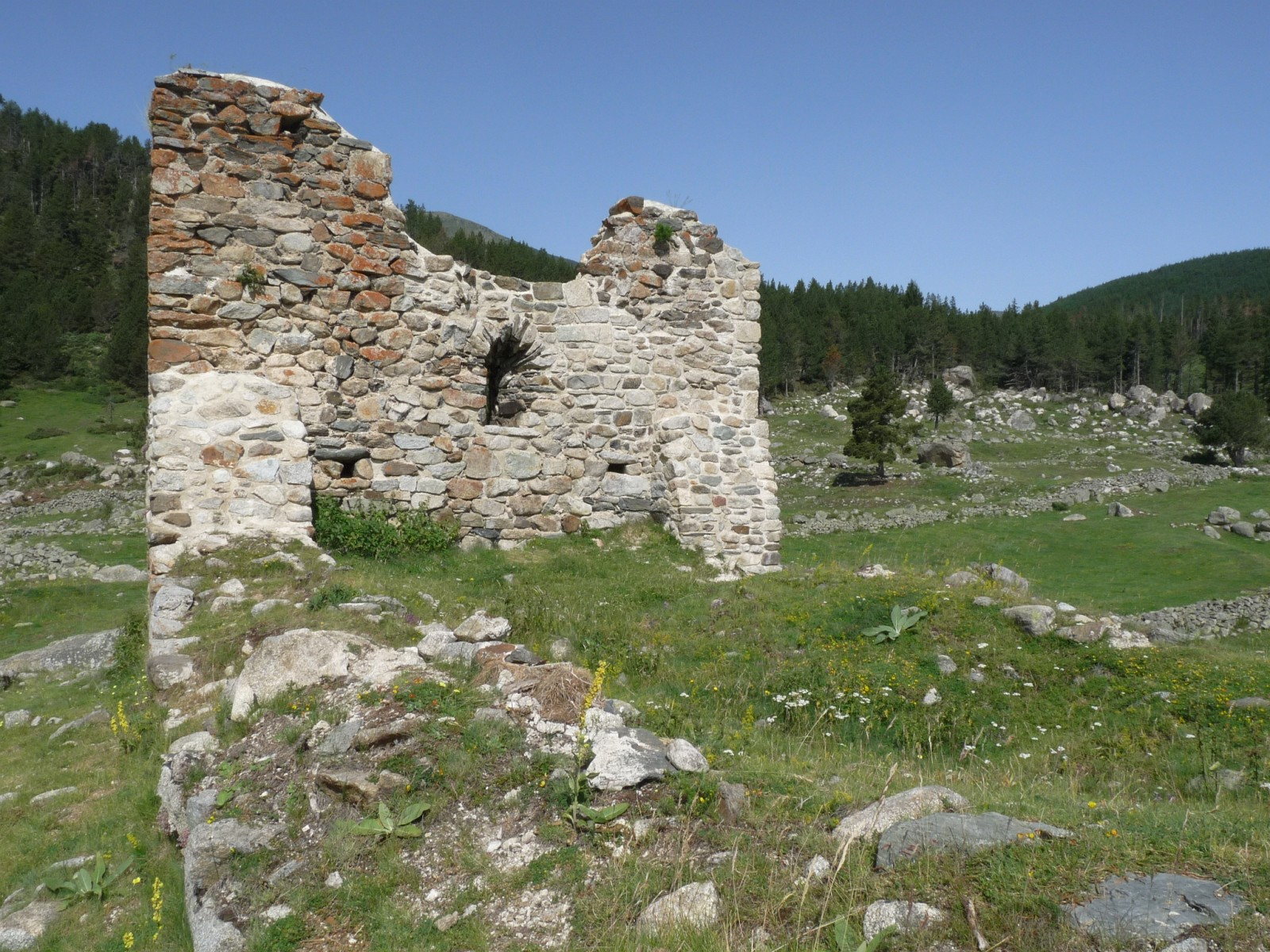
L'emplacement de la nef, vu depuis l'abside à l'est
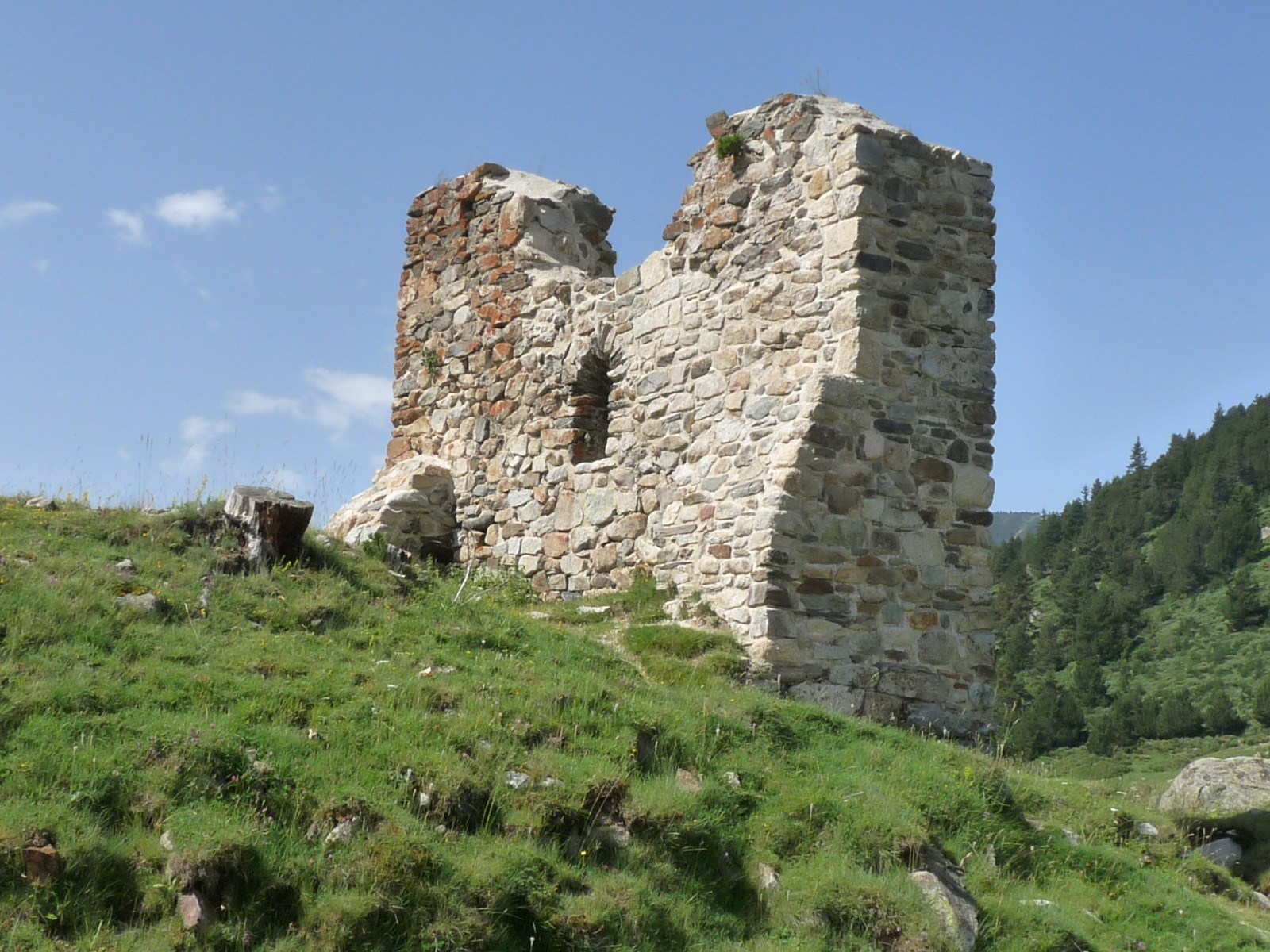
Vue du nord-est
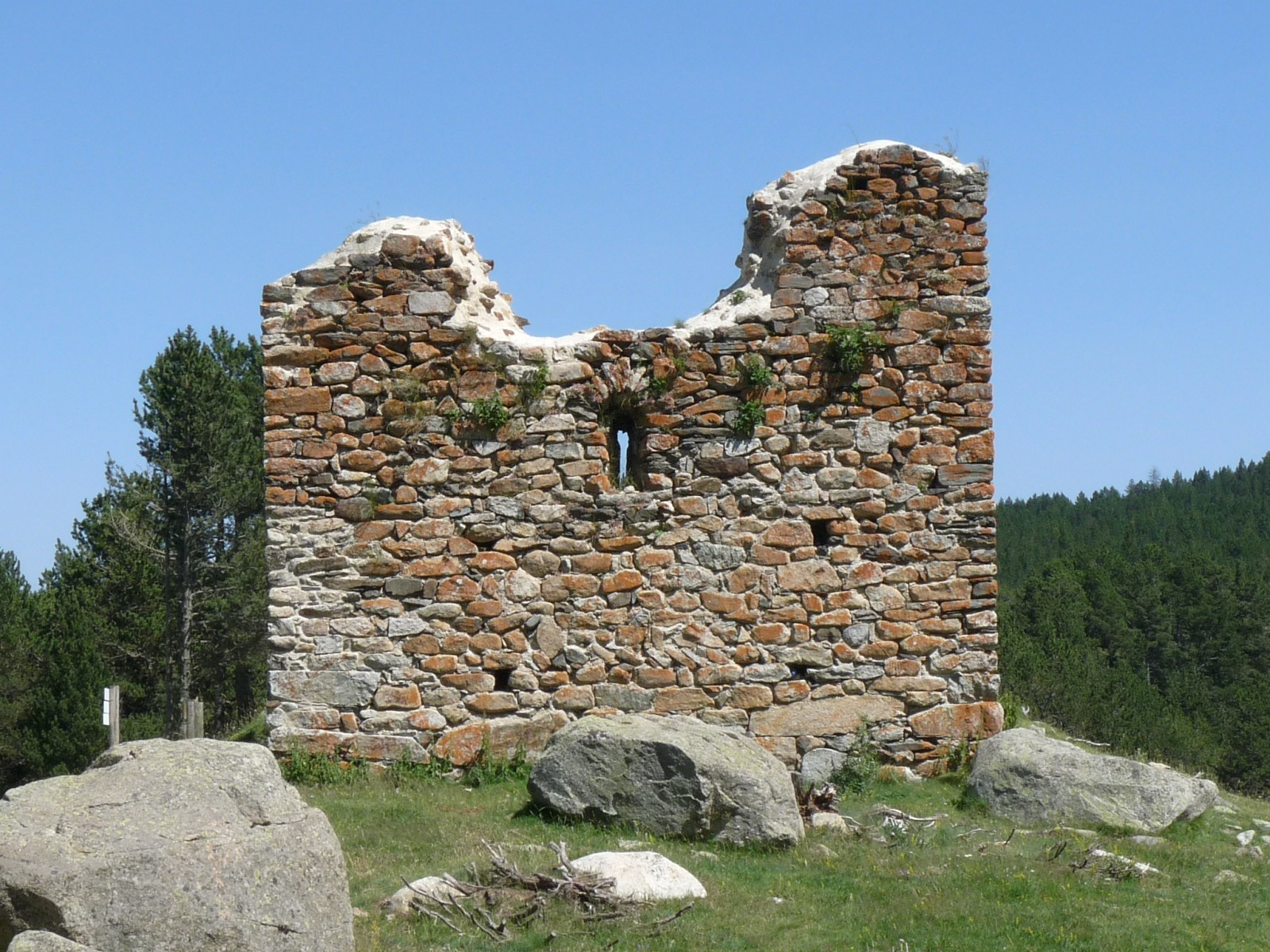
La façade, vue de l'ouest